# Лиготти, Томас
То́мас Лиго́тти (англ. Thomas Ligotti; род. 9 июля 1953 года) — современный американский писатель в жанрах ужасов. Его произведения уходят корнями в несколько литературных жанров — наиболее заметную странную прозу — и были описаны критиками как произведения философского ужаса, часто сформированные в короткие рассказы и новеллы в традициях готической литературы. Мировоззрение, которого придерживается Лиготти в своей художественной и научно-популярной литературе, пессимистичное и нигилистичное. В газете «The Washington Post» Томаса назвали «самым тщательно хранимым секретом в современной литературе ужасов».

## Биография
Родился в Детройте, штат Мичиган. Окончил университет Уэйна в 1977 году. В течение долгого времени работал в издательстве Gale Group, в 2001 году уволился и переехал во Флориду.
Писательскую деятельность Лиготти начал в 1980-х, публикуя свои рассказы в небольших фэнзинах и журналах. Первоначально он избегал контактов с прессой и тщательно скрывал всю информацию о себе, что спровоцировало слухи о том, что имя «Томас Лиготти» — псевдоним другого автора, возможно, известного. Позже Лиготти развеял эти слухи.
По собственному признанию писателя, он с 17-летнего возраста страдает паническими атаками и фобиями, а также приступами депрессии, что нашло отражение в его творчестве. «Чем старше становлюсь, тем больше нахожу подтверждений моему мрачному мировоззрению», — говорит сам о себе и своём взгляде на мир писатель. Среди авторов, оказавших на него влияние, Лиготти называет Владимира Набокова, Эдгара По, Уильяма Берроуза, Эмиля Чорана, Бруно Шульца и многих других. Критики неоднократно отмечали также влияние на творчество и мировосприятие Лиготти таких писателей, как Франц Кафка, Говард Лавкрафт и Хорхе Луис Борхес.

Критики часто применяют к творчеству Лиготти определения «интеллектуальный хоррор», «литературный хоррор» и «философский хоррор». Дань уважения Лиготти воздал Даррелл Швейцер, написавший книгу о его творчестве.
— В ваших рассказах […] фигурируют искусственные люди. Марионетки, куклы, манекены часто становятся источником ужаса. Вы действительно считаете их самым страшным, что может ввергать читателя в ужас и порождать кошмары, или причина в другом?
— Не думаю, что марионетки — самое страшное на свете. Как по мне, самое страшное — это быть живым. Кто бы что ни говорил, мне кажется, будто мы эволюционировали как марионетки неведомых, более значительных сил, которые нами управляют. Мы — марионетки, приведенные к жизни из мирного небытия. На первый план мы ставим выживание, и это определяет все наши действия. Вы хотите все время быть счастливыми, но не можете. Хотите жить вечно, но не можете. Будь мы честны, поняли бы, помимо прочих страшных истин, что жизнь вовсе не так ценна. Мы — расходуемые детали, точно как марионетки.
Из интервью журналу Darker

## Творчество

### Рассказы
Томас Лиготти известен как один из лучших современных авторов хоррора, работающих в короткой форме, и его творчество представлено в основном именно рассказами. Для произведений писателя характерен особый стиль, сочетающий чёрный юмор и частое использование цитат, преимущественно из различных философских трудов. Лиготти в своих рассказах уделяет большое внимание проблемам человеческой психологии — анализу явления страха, особенностям индивидуального восприятия окружающей действительности, симптомам психических расстройств и т. д..
Известный писатель и критик Брайан Стэблфорд относит творчество Томаса Лиготти к «современной декадентской литературе», отмечая, что на него сильно повлияла проза авторов fin de siècle. С. Т. Джоши назвал Лиготти «одним из немногих современных авторов, на которых действительно сильно повлияли мастера „старой школы“ мистической прозы — По, Лавкрафт, Блэквуд, Мейчен» и посвятил ему отдельную главу в своей книге «Современный мистический рассказ». Среди особенностей произведений автора Джоши выделяет проходящее красной нитью сквозь все его работы ощущение иллюзорности мира, разграничение ложной «реальности» и подлинного мира, наполненного сверхъестественным ужасом. Стиль Лиготти, по мнению исследователя, отчасти схож с «тяжёлой, перегруженной метафорами» манерой Мэтью Шила, ныне почти забытого фантаста рубежа XIX и XX веков — его рассказы насыщены архаизмами, а описания подчёркнуто нереалистичны. Сюжет во многих его произведениях предельно прост и схематичен, поскольку смысл, вкладываемый в повествование, оказывается для Лиготти важнее развития действия. По словам Джоши, Лиготти «обладает литературным даром, о котором и мечтать не могли многие другие писатели, работающие в том же жанре; у него уникальное ви́дение мира, радикально отличающее его истории от всех других; он проявляет себя как искусный мастер слова в своих странных рассказах», однако в то же время «его проза столь эгоцентрична, что порой испытывает недостаток спонтанности и эмоциональной насыщенности, она кажется направленной исключительно на интеллектуальное восприятие», вследствие чего его рассказы могут плохо восприниматься неподготовленным читателем и не производить должного впечатления.
Российский критик Станислав Ростоцкий охарактеризовал прозу Лиготти как «вязкую» и «переваривающую саму себя», однако в то же время отметил высокую степень атмосферности его произведений.
Основные сборники рассказов автора:
- «Песни мёртвого сновидца» (1986)
- «Ноктуарий» (1994)
- «Фабрика кошмаров» (1996) (Премия Брэма Стокера)
- «В другом городе, в другой стране» (1997, сопровождался диском Current 93)
- «У меня Особый План насчёт этого мира» (2000, с диском Current 93)
- «Моя работа ещё не сделана» (2002) (Премия Брэма Стокера, Международная премия критиков в жанре хоррор)
- «Поэмы Смерти» (2004)
- «Teatro Grottesco» (2006)
- «Заговор против человеческой расы» (2010)

### Нон-фикшн, сценарии и адаптации
По одноимённому рассказу писателя в 2007 году был снят фильм «Шалость». Кроме того, его рассказы из сборника «Фабрика кошмаров» были адаптированы для серии комиксов компанией Fox Atomic.
В 2010 году была опубликована философская книга Лиготти под названием «Заговор против человеческой расы», посвящённая «ужасам жизни и искусствам ужаса», в которой автор подробно описал собственный взгляд на мир.

### Сотрудничество с Current 93
На рубеже 1990-х — 2000-х годов Томас Лиготти активно сотрудничал с Дэвидом Тибетом, единственным постоянным участником индастриал-группы Current 93. Три сборника Лиготти были изданы при помощи Тибета и сопровождались его дисками, кроме того, Лиготти написал для Current 93 несколько текстов и сыграл гитарную партию в альбоме Foxtrot.

## Критика
Жанр, в котором работает Лиготти, принято определять, как вирд, на что он и сам указывает:

Страх в произведениях Лиготти достигается особенной формулой странного. Словно перед вами математическое уравнение, ответом на которое является запах. Или вы, подобно герою-философу из «Медузы», выясняете, что чистое философское понятие обретает плоть. Как приветствует нас сам писатель в предисловии: «Ради возвращения [чувства странного] в современную, беспредельно жуткую и без подобных надстроек жизнь, нужно пробудиться для странного так же, как человек пробуждается в вечном аду своей короткой истории […] Теперь, даже без очков он действительно может видеть».

Особое место в оценке творчества Томаса Лиготти занимает философия пессимизма:
«Заговор против человеческой расы» вдохновляет в самом извращенном толковании этого слова. Единственное, что хочется сделать после того, как последняя страница подошла к концу, это наложить на себя руки. Зачем мне это делать, спросит себя читатель, ведь жить так… И оборвет себя. И на одну страшную секунду оглянется и увидит мир, каким его видит Томас Лиготти.

## Интересные факты
Авторская речь из философского эссе «Заговор против человеческой расы» была вложена в уста Раста Коула, персонажа сериала «Настоящий детектив».
— Ощущаете ли вы какую-либо причастность к популяризации своего мировоззрения благодаря этому? И как вообще относитесь к сериалу и герою Мэттью Макконахи?
— Я бы предпочел оставить свое мнение о телесериале при себе. 

### Эссе
- Erich Zann
  - The Dark Beauty of Unheard Horrors (1992)
- Read This
  - Read This (NYRSF, December 1991) (1991)
- The Consolations of Horror (1984)
- Jessica Amanda Salmonson: Heromaker (1989)
- Letter (Crypt of Cthulhu, Eastertide 1989) (1989)
- Letter (Crypt of Cthulhu, Eastertide 1990) (1990)
- The Dark Chamber: Platitiudes and Pontifications for the Appreciation of Weird Fiction (1991)
- Foreword: In the Night, in the Dark (Noctuary) (1994)
- Part One: Studies in Shadow (Noctuary) (1994)
- Part Three: Notebook of the Night (Noctuary) (1994)
- Part Two: Discourse on Blackness (Noctuary) (1994)
- Introduction: The Consolations of Horror (1996)
- Introduction: Nocturnal Notes (2002) with John B. Ford
- Thomas Ligotti on Sweeney Todd by Stephen Sondheim and Hugh Wheeler (2005)
- Horror Stories: A Nightmare Scenario (2005)
- Afterword (A Lovecraft Retrospective) (2008)
- Thinking Horror (2008)
- Characters Saved and Unsaved, Believable and Unbelievable: Blatty Versus Lovecraft (2010)
- The Conspiracy Against the Human Race: A Contrivance of Horror (2010)
- Introduction (The Agonizing Resurrection of Victor Frankenstein and Other Gothic Tales) (2011)
- In the Night, in the Dark: A Note on the Appreciation of Weird Fiction (2012)
- Foreword to Teatro Grottesco (Okultura, 2014) (2018)
- Preface (The Conspiracy Against the Human Race: A Contrivance of Horror) (2018)
- Preface (On the Tragic, Translator Ryan L. Showler) (2023)

Обзоры
- George Sterling: Complete Poetry (2014) by George Sterling

Интервью
- A Graveside Chat: Thomas Ligotti Interview (1989) by Shawn Ramsey
- Weird Tales Talks with Thomas Ligotti (1991) by Darrell Schweitzer
- Interview: Thomas Ligotti (1992) by David Griffin
- The Tom Ligotti Interview (1992) by Stefan Dziemianowicz
- Interview with Thomas Ligotti (2003) by Matthew Lee Bain
- Disillusionment Can Be Glamorous: An Interview with Thomas Ligotti (2003) by Eddie M. Angerhuber and Thomas Wagner
- Thomas Ligotti Interview (2005) by Tim Lehnerer
- "It's a matter of personal pathology": An Interview with Thomas Ligotti (2006) by Matt Cardin
- The Weird Tales Interview: Thomas Ligotti (2009) by Geoffrey H. Goodwin
- Inside the Nightmare Factory with Thomas Ligotti (2015) by David Edwards (II)
- "They say I should kill myself and not try to spoil their enjoyment in being alive": An Interview with Thomas Ligotti (2018) by Wojciech Gunia